# Melicena

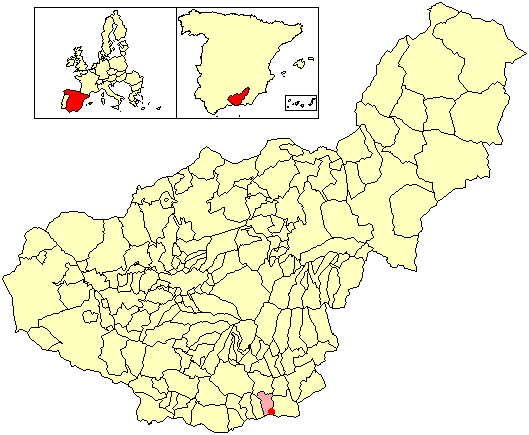
Situación de Melicena respecto al término municipal de Sorvilán, en la provincia de Granada.

Melicena es una localidad y pedanía española perteneciente al municipio de Sorvilán, en la provincia de Granada. Está situada en la parte oriental de la comarca de la Costa Granadina. Cerca de esta localidad se encuentran los núcleos de Los Yesos, La Mamola y La Rábita.
Melicena es una población costera y de pescadores bañada por el mar Mediterráneo, que se ubica al pie del peñón de San Patricio y junto a la desembocadura de la rambla de Santa Catalina.

## Demografía
Según el Instituto Nacional de Estadística de España, en el año 2011 Melicena contaba con 169 habitantes censados.

## Cultura

### Fiestas
Sus fiestas populares se celebran cada año el tercer fin de semana de agosto en honor a la patrona de la localidad, la Virgen del Carmen. También tiene gran importancia la fiesta de San Patricio que se lleva haciendo varios años junto al peñón cuyo santo da este nombre.